# Ueli Zahnd
Ueli Zahnd (* 4. April 1979 in Bern) ist ein Schweizer Geisteswissenschaftler mit Schwerpunkt Reformationsgeschichte.

## Leben
Ueli Zahnd studierte ab 1999 in Bern, Paris und Genf Theologie, Philosophie und Reformationsgeschichte. Nach dem Vikariat in Kirchlindach (Bern) war er von 2007 bis 2011 Stipendiat der Landesgraduiertenförderung Baden-Württemberg und promovierte an der Albert-Ludwigs-Universität Freiburg im Fach Philosophie mit einer Arbeit zum Verhältnis von Semiotik und Sakramentenlehre in der Scholastik des ausgehenden Mittelalters. 2014 wurde er Assistenzprofessor für Geschichte der mittelalterlichen Philosophie am philosophischen Seminar der Universität Basel, 2017 erfolgte ein Ruf auf den Lehrstuhl für Kirchengeschichte an der Basler theologischen Fakultät. Seit 2019 ist er Professor am Institut d’histoire de la Réformation an der Universität Genf, dem er seit 2024 als Direktor vorsteht. 
Seine Forschungsinteressen sind Rezeptionsverhältnisse zwischen spätmittelalterlicher und protestantischer Theologie, Schweizer Reformatoren und die frühe reformierte Orthodoxie.
Ueli Zahnd ist der Sohn von Urs Martin Zahnd. Er ist verheiratet und hat drei Kinder.

## Schriften (Auswahl)
- Calvin, l’âme humaine et la philosophie classique. Influences philosophiques sur la Psychopannychia, premier écrit théologique de Calvin. Lausanne 2009, OCLC 699098935.
- Wirksame Zeichen? Sakramentenlehre und Semiotik in der Scholastik des ausgehenden Mittelalters. Tübingen 2014, ISBN 3-16-153116-7.
- (Hg.): Language and method. Historical and historiographical reflections on medieval thought. Freiburg im Breisgau 2017, ISBN 978-3-7930-9897-3.